# Friedrich Ludwig zu Dohna-Lauck
Friedrich Ludwig Burggraf und Graf zu Dohna-Lauck (* 4. April 1873 in Deutschendorf, Kreis Preußisch Holland; † 1. Juli 1924 in Reichertswalde) war ein deutscher Fideikommissherr, Hofbeamter und Parlamentarier.

## Leben

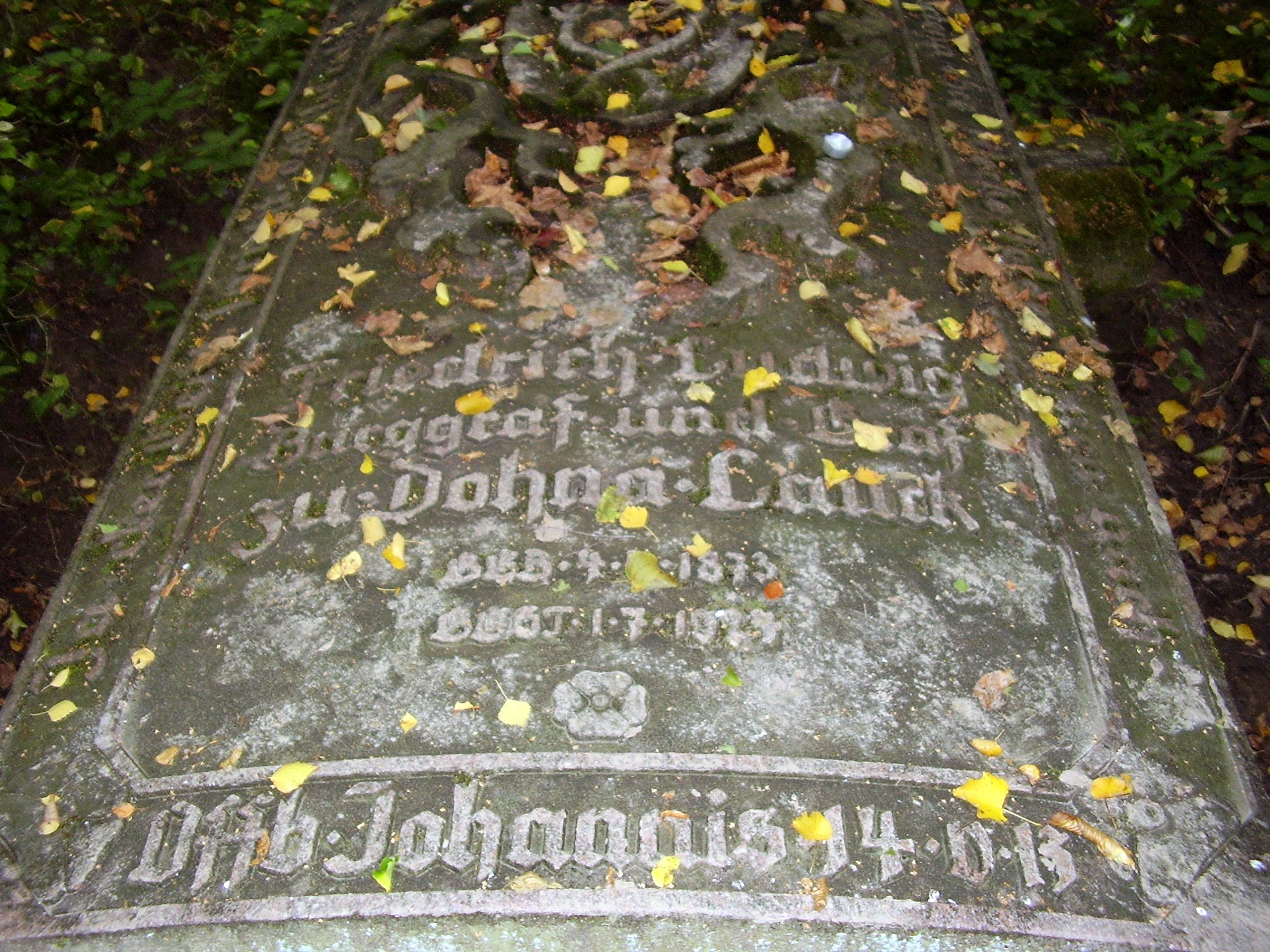
Das Grab des Grafen Friedrich Ludwig – Reichertswalde (Markowo)

Friedrich Ludwig zu Dohna-Lauck war Sohn des Burggrafen und Grafen Friedrich zu Dohna-Lauck (1844–1909) – seinerseits Bruder des Adalbert zu Dohna-Lauck und Sohn des Carl Friedrich zu Dohna-Lauck – und der Karoline Luise Wilhelmine geb. von Saldern-Ahlimb (1849–1923), eine Tochter des Hermann Gustav Albrecht Graf von Ahlimb-Saldern-Ringenwalde. Der jüngste Bruder von Friedrich Ludwig zu Dohna-Lauck war Feodor zu Dohna-Lauck. Nach dem Besuch des Gymnasiums in Königsberg und Dessau studierte er an der Albertus-Universität Königsberg, der Rheinischen Friedrich-Wilhelms-Universität Bonn und der Schlesischen Friedrich-Wilhelms-Universität Breslau Rechts- und Kameralwissenschaften. 1891 wurde er Mitglied des Corps Borussia Bonn. Als Regierungsassessor a. D. wurde er Fideikommissherr auf Lauck-Reichertswalde. Er war Königlicher preußischer Kammerherr. Von 1909 bis 1918 war Dohna-Lauck Mitglied des Preußischen Herrenhauses. Von 1910 bis zu seinem Tod im Jahre 1924 war er Amtsvorsteher des Amtsbezirks Reichertswalde.

## Grabstätte
Im Gutswald von Reichertswalde, etwa 2 km vom Gutshaus entfernt, befinden sich immer noch zwei heute leere Grabstellen. In einem der Gräber wurde Friedrich Ludwig Burggraf und Graf zu Dohna-Lauck, der 1905/1906 das Gutshaus umfassend renoviert und ausgebaut hatte, begraben. Die Grabstelle daneben war für seinen Sohn Christoph Friedrich Burggraf und Graf zu Dohna-Lauck (* 12. Oktober 1907; † 3. September 1934) bestimmt, der bei einem Autounfall am Bodensee ums Leben kam.

## Galerie

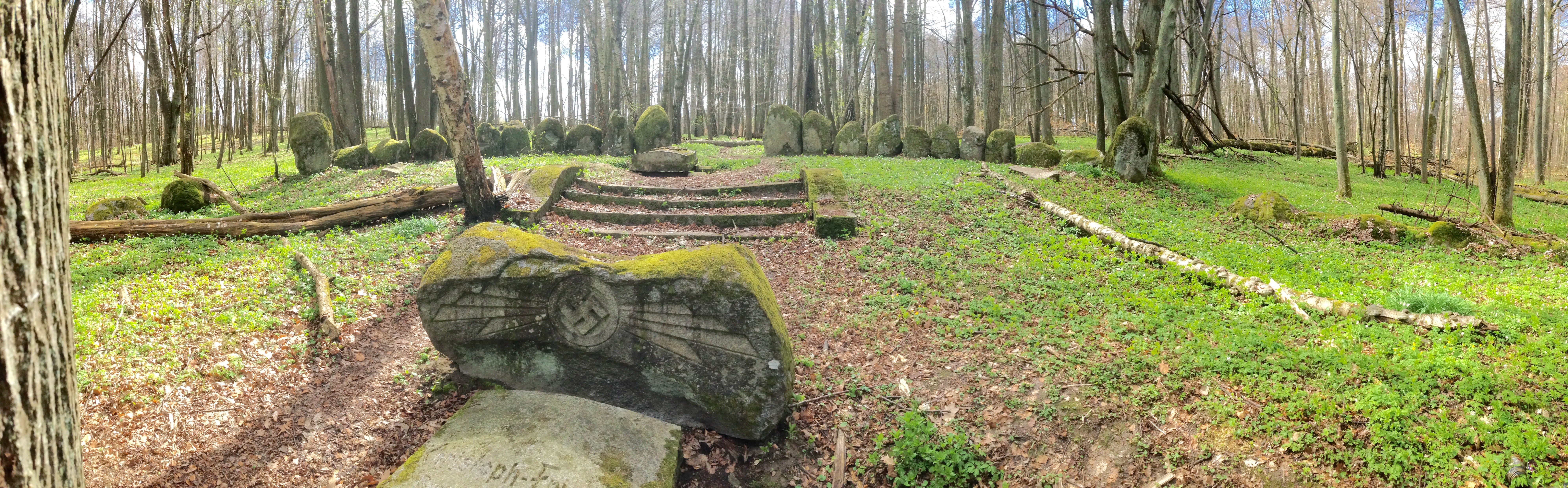
Die Grabstelle foto 1
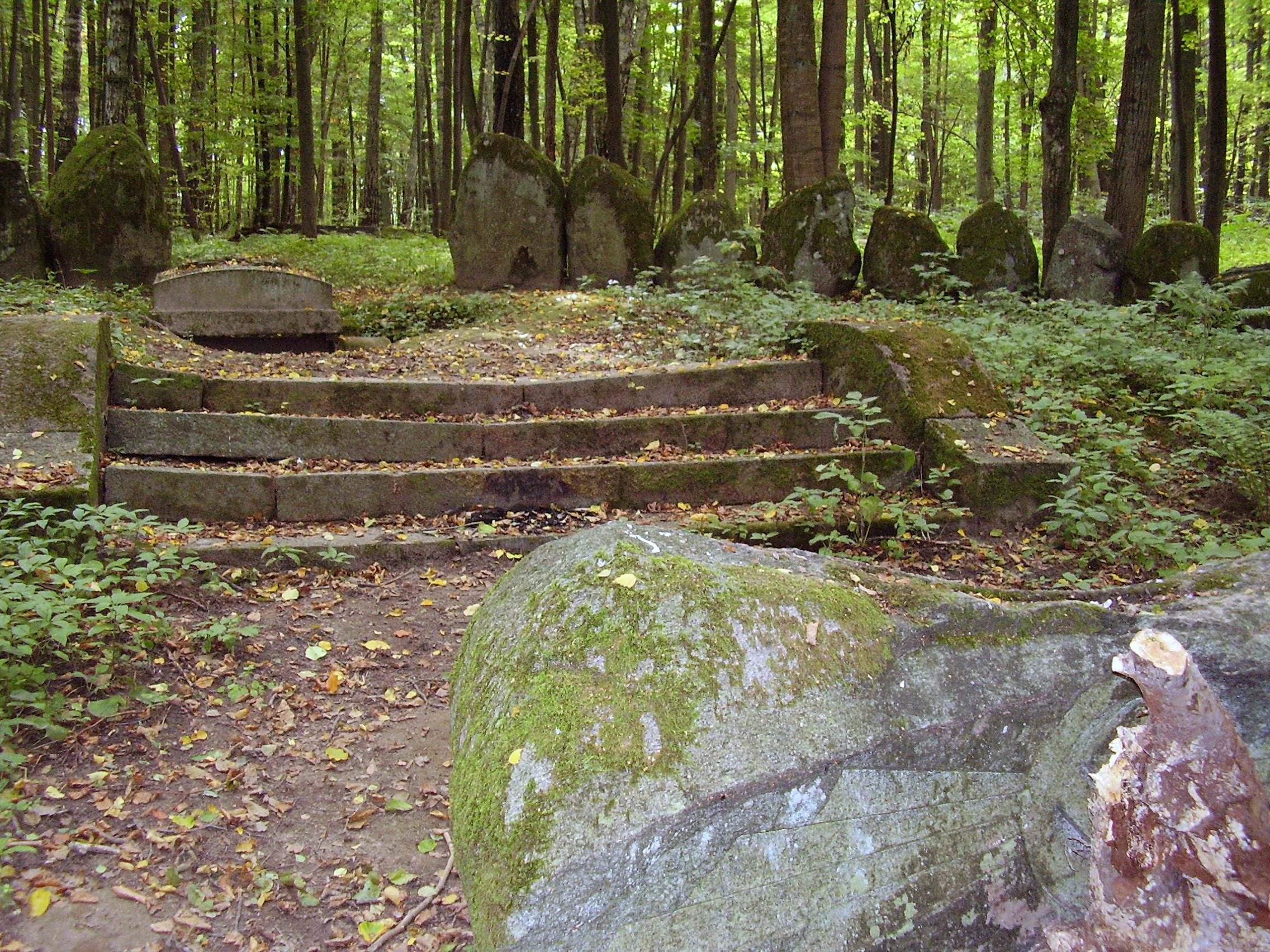
Die Grabstelle foto 2
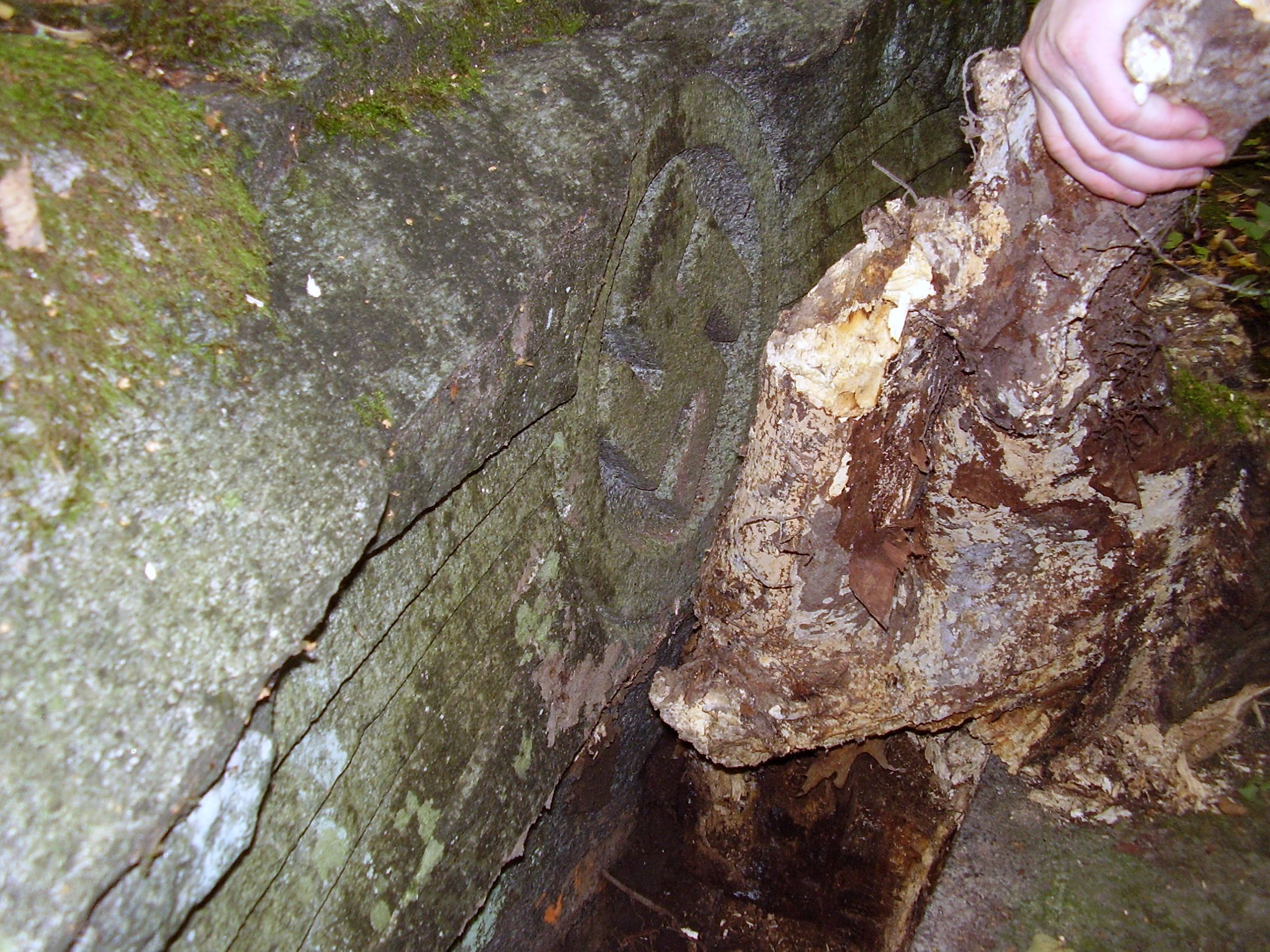
Die Grabstelle foto 3

## Familie
Er heiratete am 5. Januar 1907 in Berlin Elisabeth Gräfin von Arnim (* 17. Januar 1877; † 30. Oktober 1945), eine Tochter des Georg Graf von Arnim und Gräfin Anna von der Schulenburg. Das Paar hatte zwei Söhne hervor:
- Christoph Friedrich (1907–1934)
- Adalbert Victor (1914–2006).[4][5]